# Der letzte Kaiser
Der letzte Kaiser ist ein Monumentalfilm aus dem Jahr 1987. Bernardo Bertolucci verfilmte die Biografie des Kaisers Puyi von China, der bereits als Zweijähriger den Thron besteigen, aber schon drei Jahre später wieder abdanken musste. An Originalschauplätzen in der Verbotenen Stadt in Peking entstand ein vielfach preisgekröntes Epos, das 1988 mit neun Oscars und vier Golden Globes ausgezeichnet wurde. Die Schreibweise des Namens der Hauptperson lautet im Film (Darstellerlisten, Abspann) und im zugrunde liegenden Buch „Pu Yi“.

## Handlung
Der Film beginnt im Jahr 1950 nach dem Sieg der Kommunisten im Bürgerkrieg und der Einlieferung von Puyi, dem letzten Kaiser Chinas, in ein Umerziehungslager. In Rückblenden wird seine Lebensgeschichte erzählt: Als Zweijähriger wird er 1908 auf Befehl der sterbenden Kaiserinwitwe Cixi in die Verbotene Stadt gebracht und dort von ihr zum Kaiser erklärt. Bereits wenige Jahre später wird er dazu gezwungen, abzudanken, lebt aber weiterhin in der Verbotenen Stadt, wo er zuerst von chinesischen Tutoren und später auch von dem schottischen Lehrer Reginald Johnston unterrichtet wird. Von dessen neuen Ideen beeinflusst, versuchte er Reformen durchzuführen, zum Beispiel eine Übersicht über die Einnahmen und Ausgaben des Hofes zu bekommen und diese einzuschränken. Sein schottischer Lehrer vermutet, dass die kaiserlichen Eunuchen Geld und Waren unterschlagen, aber bevor Puyi dies prüfen kann, brennt eines Nachts das zentrale Magazin ab. Puyi ruft nun die Truppen des (inzwischen republikanischen) China zu Hilfe, um die Eunuchen vom Hof zu vertreiben. 1924 wird Puyi seinerseits von Truppen der Kuomintang endgültig aus der Verbotenen Stadt vertrieben und lebt, unfähig, in der Außenwelt eine sinnvolle Existenz für sich zu finden, zunächst als Playboy im westlichen Stil.
In den 1930er-Jahren spitzt sich die politische Lage immer weiter zu, 1937 eröffnet der Zwischenfall an der Marco-Polo-Brücke die offenen Feindseligkeiten zwischen Japan und China. Die Japaner haben bereits 1931 die Mandschurei, die Heimat der Vorfahren Puyis, besetzt. Die Japaner setzen ihn gegen den Rat seiner Frau als Kaiser von Mandschukuo ein. Schrittweise wird ihm bewusst, dass er eine machtlose Marionette ist, zugleich vereinsamt er immer mehr, da japanische Agenten seine Frau zunächst opiumsüchtig machen, dann ihr neugeborenes Kind töten und sie schließlich gegen ihren Willen in einer Anstalt festhalten. 1945 wird Puyi von sowjetischen Soldaten gefangen genommen, 1950 an die Volksrepublik China ausgeliefert und in einem kommunistischen Gefängnis für Kriegsverbrecher interniert. Erst während der „Umerziehung“ erfährt er von den Kriegsverbrechen und den Verbrechen gegen die Menschlichkeit der Japaner, wie etwa den Menschenversuchen der Einheit 731, dem Massaker von Nanking oder dem massenhaften Verkauf von Opium. Während der zehn Jahre seiner Inhaftierung verändert Puyi seine Sicht auf die Welt und lebt und arbeitet nach seiner Entlassung als einfacher Gärtner. Während der Kulturrevolution 1967 erlebt er die Ausschreitungen der „Roten Garden“, denen auch der wohlwollende ehemalige Direktor des Umerziehungslagers zum Opfer fällt. Später besucht er noch einmal die Verbotene Stadt, die nun als Museum zu besichtigen ist, und erzählt dem Sohn des Museumswärters von seiner Zeit als Kaiser von China. Kurz darauf stirbt er als einfacher Gärtner in der Volksrepublik China.

## Hintergrund
Der Film wurde zwischen August 1986 und Januar 1987 gedreht. Drehorte waren Peking, wo die Verbotene Stadt exklusiv zur Verfügung stand, Dalian, der Kaiserpalast von Changchun, Cinecittà in Rom sowie Salsomaggiore bei Parma.
Die internationale Crew am Filmset bestand aus Italienern und Briten (Technik, Produktion und Ausstattung) sowie Chinesen (Ausstattung, Statisten etc.). Bei der Krönungsszene in der Verbotenen Stadt sollen 10.000 Komparsen in historischen chinesischen Kostümen mitgewirkt haben, obwohl nur etwa 1.500 bis 2.000 zu sehen sind. Für die damals auf Staatsbesuch weilende Königin Elisabeth II. aus England wurde durch die Dreharbeiten ein Besuch des Palasts verhindert. Insgesamt waren rund 19.000 Statisten an den Dreharbeiten beteiligt.
Bei dem Flugzeug, mit dem Puyi später fliehen wollte, handelt es sich um eine Lissunow Li-2.
Für die Rolle des schottischen Tutors Johnston wurden Marlon Brando, Sean Connery und John Hurt angefragt, bevor Peter O’Toole sie übernahm.
Die chinesische Geige der im Film enthaltenen Erhu-Stücke spielte Lu Jian Guo.
Der Film sollte ursprünglich From Emperor to Citizen heißen. Die zugrundeliegenden Informationen erhielt Bertolucci einerseits durch die Autobiographie Puyis, andererseits von dessen damals noch lebendem Bruder Pujie († 1994).
Sein Ziel war es die Geschichte eines Mannes zu erzählen, der von einer Raupe zu einem Schmetterling, von einem Drachen in einen normalen Bürger verwandelt wird.

## Kritiken
- Roger Ebert, 9. Dezember 1987: Das ist ein merkwürdiges Epos, da es um eine gänzlich passive Figur geht. (This is a strange epic because it is about an entirely passive character.), 4/4 Sterne.[6]
- epd Film 12/87, Dietrich Kuhlbrodt: Es geht nicht […] um die eurozentristische Anmaßung. Bertolucci versprüht mit seinem Film beträchtlichen Großer-Junge-Charme, um eine Beziehung herzustellen zum letzten Kaiser und dem China des 20. Jahrhunderts. Er achtet auf Zeichen und Signale, die seine Zuwendung erwidern könnten. DER LETZTE KAISER ist unterhaltsam, weil er zuhört und hinsieht, und er ist spannend, weil das Resultat nicht gewiß ist. Bertolucci hat nicht schon alles vorher gewußt, und gerade das bringt die große Bewegung in den Film, der sich seinerseits der Bewegung eines sehr ungewöhnlichen Lebens annimmt. […] Es braucht nichts behauptet, nichts bewiesen zu werden, wenn die Bilder sinnlich, ihre Inhalte erfahrbar werden. [7]
- Heyne Filmjahrbuch: Die Entwicklung des grausam im goldenen Käfig gehaltenen Kindes zum jungen Luxuswicht und schließlich zum einfachen Bürger Pu Yi im Gärtnerberuf (ausgezeichnet gespielt von John Lone) ist ein Schicksals-Lehrstück – so edel und anachronistisch wie eine Ming-Vase.
- Lexikon des internationalen Films: […] farbenprächtiger Bilderbogen zwischen exotischem Märchen und mythisch überhöhter Tragödie […]. An Originalschauplätzen gedrehter Monumentalfilm; eine faszinierende Parabel über das Individuum unter dem übermächtigen Zwang historischer Verhältnisse. […] – Sehenswert[8]
- The Washington Post, Desson Howe, 18. Dezember 1987: Politik und Prunk drohen manchmal die Erzählung zu überdecken, aber es wirkt stimmig – Kaiser Pu Yi wurde von solchen Dingen überwältigt. […] mehr als sehenswert. (The politics and pageantry tend to overrun the story at times, but it seems appropriate – Emperor Pu Yi was overwhelmed by such things. […] more than worth your time.) [9]

## Auszeichnungen
Die IMDb verzeichnet international insgesamt 48 Filmpreise und 12 Nominierungen mit Stand vom 25. Februar 2008. Bei der Oscarverleihung 1988 gelang dem Film ein „Clean Sweep“, er siegte in jeder nominierten Kategorie und gewann die wichtigsten Oscars für Bester Film und Beste Regie.
Academy Awards 1988
- Oscar in der Kategorie Bestes Szenenbild für Ferdinando Scarfiotti, Bruno Cesari und Osvaldo Desideri
- Oscar in der Kategorie Beste Kamera für Vittorio Storaro
- Oscar in der Kategorie Bestes Kostümdesign für James Acheson
- Oscar in der Kategorie Beste Regie für Bernardo Bertolucci
- Oscar in der Kategorie Bester Schnitt für Gabriella Cristiani
- Oscar in der Kategorie Beste Filmmusik für Ryūichi Sakamoto, David Byrne und Cong Su
- Oscar in der Kategorie Bester Film für Jeremy Thomas
- Oscar in der Kategorie Bester Ton für Bill Rowe und Ivan Sharrock
- Oscar in der Kategorie Bestes adaptiertes Drehbuch für Mark Peploe und Bernardo Bertolucci

Golden Globes 1988
- Golden Globe in der Kategorie Beste Regie für Bernardo Bertolucci
- Golden Globe in der Kategorie Bester Film – Drama
- Golden Globe in der Kategorie Beste Filmmusik für Ryūichi Sakamoto, David Byrne und Cong Su
- Golden Globe in der Kategorie Bestes Filmdrehbuch für Mark Peploe, Bernardo Bertolucci und Enzo Ungari

BAFTA Awards 1989
- BAFTA Award in der Kategorie Beste Kostüme für James Acheson
- BAFTA Award in der Kategorie Bester Film für Jeremy Thomas und Bernardo Bertolucci
- BAFTA Award in der Kategorie Beste Maske für Fabrizio Sforza

César 1988
- César in der Kategorie Bester ausländischer Film für Bernardo Bertolucci

David di Donatello Awards 1988
- David in der Kategorie Best Cinematography für Vittorio Storaro
- David in der Kategorie Best Costume Design für James Acheson und Ugo Pericoli
- David in der Kategorie Best Director für Bernardo Bertolucci
- David in der Kategorie Best Editing für Gabriella Cristiani
- David in der Kategorie Best Film
- David in der Kategorie Best Producer für Jeremy Thomas, Franco Giovale und Joyce Herlihy
- David in der Kategorie Best Production Design für Ferdinando Scarfiotti, Bruno Cesari und Osvaldo Desideri
- David in der Kategorie Best Screenplay für Mark Peploe und Bernardo Bertolucci (mit anderen)
- David in der Kategorie Best Supporting Actor für Peter O’Toole

Awards of the Japanese Academy 1989
- Award of the Japanese Academy in der Kategorie Bester ausländischer Film

Grammy Awards 1989
- Grammy in der Kategorie Bestes Album mit instrumentaler Original-Hintergrundmusik geschrieben für Film oder Fernsehen für David Byrne, Cong Su und Ryūichi Sakamoto

Directors Guild of America Award 1988
- DGA Award in der Kategorie Beste Spielfilmregie für Bernardo Bertolucci

American Cinema Editors 1988
- Eddie in der Kategorie Best Edited Feature Film für Gabriella Cristiani

Europäischer Filmpreis 1988
- Sonderpreis der Jury „für kulturelle und wirtschaftliche Errungenschaften“ für Bernardo Bertolucci

Die Deutsche Film- und Medienbewertung FBW in Wiesbaden verlieh dem Film das Prädikat besonders wertvoll.

## Weiterführende Literatur
- Richard von Schirach, Pu Yi et al.: Pu Yi : Ich war Kaiser von China. (Vom Himmelssohn zum neuen Menschen. Die Autobiographie des letzten chinesischen Kaisers). dtv, München 2004, ISBN 3-423-20701-9 (OT: Wo-di-qianbansheng).
- Fabien S. Gérard: Ombres jaunes. In: Cahiers du cinéma. Paris 1987.
- Bruce H. Sklarew (Hrsg.): Bertolucci’s the Last Emperor. Wayne State University Press, 1998, ISBN 0-8143-2700-1 (englisch, google.com).
- Yosefa Loshitzky, Raya Meyuhas: "Ecstasy of Difference": Bertolucci’s „The Last Emperor“. In: Cinema Journal. Band 31, Nr. 2. University of Texas Press, 1992, S. 26–44, JSTOR:1225142 (englisch).